# Dick van der Capellen
Dick van der Capellen (Batavia, 11 februari 1919 - Voorburg, 27 januari 2011) was een Nederlandse jazzmuzikant. Hij speelde contrabas en gitaar en was componist. In de jaren vijftig en zestig speelde hij een belangrijke rol in de vernieuwing van de jazz in Nederland.

## Biografie
Van der Capellen, een autodidact, begon zijn loopbaan in de jaren dertig in een groep die Hawaiimuziek speelde, als gitarist en bassist (1936). Tijdens de Tweede Wereldoorlog verrichtte hij dwangarbeid in Birma. Na de capitulatie van Japan pakte hij de draad weer op en speelde hij in een naar Jimmy Blanton vernoemd jazztrio. Tevens speelde hij in het orkest van Jos Cleber, dat ook optrad voor de radio in Indonesië. Begin jaren vijftig ging hij naar Nederland, waar hij kennismaakte met de moderne jazz. Hij werkte er samen met onder andere Rob Pronk, Pia Beck en Kid Dynamite. In 1956 maakte hij enkele plaatopnames met The Millers. In die tijd werkte hij mee aan de derde editie van Jazz behind the dikes, was hij bassist in de groep van Wessel Ilcken en was hij actief in de groep van Stido Alström.
Vanaf 1957 leidde van der Capellen de hardbopgroep The Diamonds, waarin Cees Smal, Harry Verbeke, Cees Slinger en John Engels speelden. De band speelde regelmatig in de Amsterdamse club Sheherazade. In 1959 raakte Van der Capellen gewond bij een auto-ongeval en lag hij maandenlang in het ziekenhuis. Terug in de jazz ontwikkelde Van der Capellen zich als een begeleider van andere jazzmusici. Hij speelde onder andere mee op opnames van de bigband van Boy Edgar. Halverwege de jaren zestig speelde hij met zijn trio (met Chris Hinze en Cees See) free jazz, onder meer op het Deutschen Jazzfestival. Met het trio nam hij de baanbrekende plaat 'The Present is Past' op, dat door het tijdschrift Jazzwereld werd uitgeroepen tot plaat van de maand. De bassist speelde in 1966 mee op het eerste album van Willem Breuker en begeleidde Mal Waldron op diens plaat 'Number Nineteen'. Ook baste hij op plaatsessies van Nedly Elstak, Greetje Kauffeld en Rob Agerbeek. Begin jaren zeventig werkte hij in het combo dat Paul van Vliet muzikaal ondersteunde. In 1976 was hij met zijn trio te horen op het North Sea Jazz Festival. Hierna trok hij zich langzaam uit de jazzscene terug en ging hij geestelijke liederen schrijven.

## Discografie
- The Present is Past, Relax, 1967 (met Chris Hinze en Martin van Duynhoven)